# Силвано Пранди
Силвано Пранди (на италиански: Silvano Prandi) e треньор на националния отбор по волейбол на България и на италианския клуб Модена.
В свободното си време ходи на фитнес и кара колело. Обича да чете много, както и да гледа много волейбол. Женен за Розин, имат един син – Масимилиано.

## Кариера

### Треньор
Работи в продължние на 12 години като учител по физическо възпитание.
Дебютира като треньор на Клиппан (Торино) през 1976 г. Има 33 сезона в Италианската Серия А1 – 763 мача, 497 победи
- 1976 – 1988 CUS Torino A1-M
  - 1979 Шампион на Италия с Торино
  - 1980 Купа на шампионите с Торино
  - 1980 Шампион на Италия с Торино
  - 1981 Шампион на Италия с Торино
  - 1984 Шампион на Италия с Торино
  - 1984 Купа на купите с Торино
- 1988 – 1993 Petrarca Padova A1-M
- 1993 – 1999 Cuneo VBC A1-M
  - 1996 Купа на Италия с Кунео
  - 1996 Суперкупа на Европа с Кунео
  - 1996 Суперкупа на Италия с Кунео
  - 1996 Носител на купа CEV с Кунео
  - 1997 Суперкупа на Европа с Кунео
  - 1997 Купа на купите с Кунео
  - 1998 Купа на купите с Кунео
  - 1999 Купа на Италия с Кунео
- 1999 – 2001 Lube Macerata A1-M
  - 2001 Носител на купа CEV с Мачерата
  - 2001 Купа на Италия с Мачерата
- 2001 – 2004 4Torri Ferrara A1-M
- 2004 – 2005 Trentino Volley A1-M
- 2005 – 2009 Piemonte Volley(Cuneo) A1-M
  - 2006 Купа на Италия с Кунео
- 2009 – Pallavolo Modena A1-M

В периода 1982 – 1986 г. води националния отбор на Италия, като през 1984 печели бронзовите медали от Олимпиадата в Лос Анжелис. Този успех му носи прякора Професора, защото това е първи олимпийски медал по волейбол за италианците.